# Парламентские выборы в Великобритании (1857)
Парламентские выборы в Великобритании 1857 года прошли с 27 марта по 24 апреля и стали шестнадцатыми парламентскими выборами в истории Соединённого королевства Великобритании и Ирландии после Актов об унии 1800 года и седьмыми после Великой реформы 1832 года. В ходе выборов были избраны 654 члена Палаты общин, нижней палаты парламента Соединённого Королевства. Выборы были спровоцированы вотумом недоверия правительству лорда Палмерстона из-за его подхода к делу «Эрроу», английского судна, которое задержали китайские власти по обвинению в контрабанде, пиратстве и торговле опиумом, что привело ко Второй опиумной войне. В результате, виги во главе с лордом Палмерстоном получили большинство в Палате общин, в то время как подедржка консерваторов значительно упала.

## Политическая ситуация
По словам историка А. Дж. П. Тейлора:
Всеобщие выборы 1857 года уникальны в нашей истории: единственные выборы, когда-либо проводившиеся как простой плебисцит в пользу отдельного лица. Даже «купонные» выборы 1918 года претендовали на то, чтобы быть чем-то большим, чем плебисцитом для Ллойд Джорджа; даже Дизраэли и Гладстон предложили столкновение политик, а также личностей. В 1857 году перед избирателями не стояло иного вопроса, кроме вопроса о том, должен ли Пальмерстон быть премьер-министром; и никто не мог притворяться, что у Пальмерстона была какая-либо политика, кроме как быть самим собой.

## Результаты
|        |              |                   |           |         |        |         |       |       |
| Партия | Партия       | Лидер             | Кандидаты | Голоса  | Голоса | Голоса  | Места | Места |
| Партия | Партия       | Лидер             | Кандидаты | Голоса  | %      | ± п. п. | Места | ±     |
|        | Виги         | Виконт Палмерстон | 507       | 464 127 | 64,77  | ▲ 7,0   | 377   | ▲ 53  |
|        | Консерваторы | Граф Дерби        | 351       | 239 712 | 33,45  | ▼ 8,42  | 264   | ▼ 66  |
|        | Ирландцы     |                   | н/д       | 12 099  | 1,69   | новая   | 13    | новая |
|        | Чартисты     |                   | 1         | 614     | 0,10   | ▼0,11   | 0     | ▬     |
|        | Всего        | Всего             | 543       | 716 552 | 100    | ▬       | 654   | ▬     |

### Комментарии
1. ↑  Приведённые здесь данные о количестве мест партии вигов включают спикера Палаты общин.
2. 1 2  Включая пилитов.
3. ↑  Заштрихованная окраска используется в избирательных округах, избравших депутатов от разных партий
4. ↑  Приведённые здесь данные о количестве мест партии вигов включают спикера Палаты общин.
5. ↑  Не учитывая Ирландии, данные по которой неизвестны.